# Firebird (2021)
Firebird ist ein Film von Peeter Rebane, der im März 2021 beim London LGBTIQ+ Film Festival seine Premiere feierte und am 25. November 2021 in die deutschen Kinos kam. In dem während des Kalten Krieges angesiedelten Film entwickelt sich zwischen zwei Männern eine zu dieser Zeit gefährliche Liebesbeziehung.

## Handlung
„Black thorns and roses, smiles and tears / They’re sown together and grow so near.“

In der Estnischen SSR in den 1970er Jahren. Der Wehrpflichtige Sergei und seine Freundin Luisa dienen beide auf einem Luftwaffenstützpunkt der UdSSR, er als Soldat, sie als Sekretärin des Basiskommandanten. Sie beide verfallen dem Charme des jungen Piloten Roman. Sergei und Roman kommen sich über die Fotografie, für die sich beide interessieren, einander näher. Bald aber bekommt der KGB Wind von der gleichgeschlechtlichen Beziehung.

## Produktion

### Stab, Idee und Filmaufbau
Es handelt sich bei Firebird um das Regiedebüt bei einem Spielfilm des eigentlichen Dokumentarfilmers Peeter Rebane.
Der Este studierte in Oxford und ist Harvard-Absolvent und begann seine Karriere in Estland als Showbiz-Unternehmer. Später studierte er Regie und Filmproduktion an der School of Cinematic Arts der University of Southern California. Er drehte Musikvideos für Moby („Wait for Me“) und die Pet Shop Boys („Together“). Rebane ist offen schwul und setzt sich seit Jahren für die Gleichberechtigung der LGBTQ-Gemeinschaft in Estland ein.
Das Drehbuch schrieb Rebane gemeinsam mit dem Hauptdarsteller seines Films, dem britischen Schauspieler Tom Prior, der vor allem durch seine Rolle in Die Entdeckung der Unendlichkeit bekannt wurde. Das Drehbuch wurde von den Memoiren des russischen Schauspielers Sergei Fetissow mit dem Titel The Story of Roman inspiriert. Der Filmtitel Firebird bezieht sich auf eine zentrale Szene im Film. Sergeys Eingeständnis, noch nie „richtiges Ballett“ gesehen zu haben, veranlasst Roman dazu, ihn zu einer Aufführung von Strawinskys Feuervogel einzuladen.
Der Film beginnt mit den Zeilen „Black thorns and roses, smiles and tears / They’re sown together and grow so near.“ (im Deutschen ungefähr „Schlehdorn und Rosen, Lächeln und Tränen / Sie werden zusammen gesät und wachsen so nah beieinander“)

### Besetzung und Synchronisation
Der ukrainische Film- und Theaterschauspieler Oleg Sahorodnij, der im Film Roman Matvejev spielt, stand unter anderem im Avantgarde-Theater Gogol Center in Moskau auf der Bühne und war zuvor nur in wenigen Filmen zu sehen, so in einer der Hauptrollen im Kriminalfilm Oboroten w pogonach von Aleksander Budjonny. Diana Poscharskaja, die Luisa spielt, wurde in Russland geboren. Sie spielte zuvor vornehmlich in russischen Fernsehserien.
Die deutsche Synchronisation entstand nach der Dialogregie von Heiko Akrap im Auftrag der Think Global Media GmbH, Berlin. Konrad Bösherz leiht in der deutschen Fassung Tom Prior in der Rolle von Sergey Serebrennikov seine Stimme, Jannik Endemann spricht Roman Matvejev und Daniela Molina Luisa.

### Dreharbeiten und Szenenbild

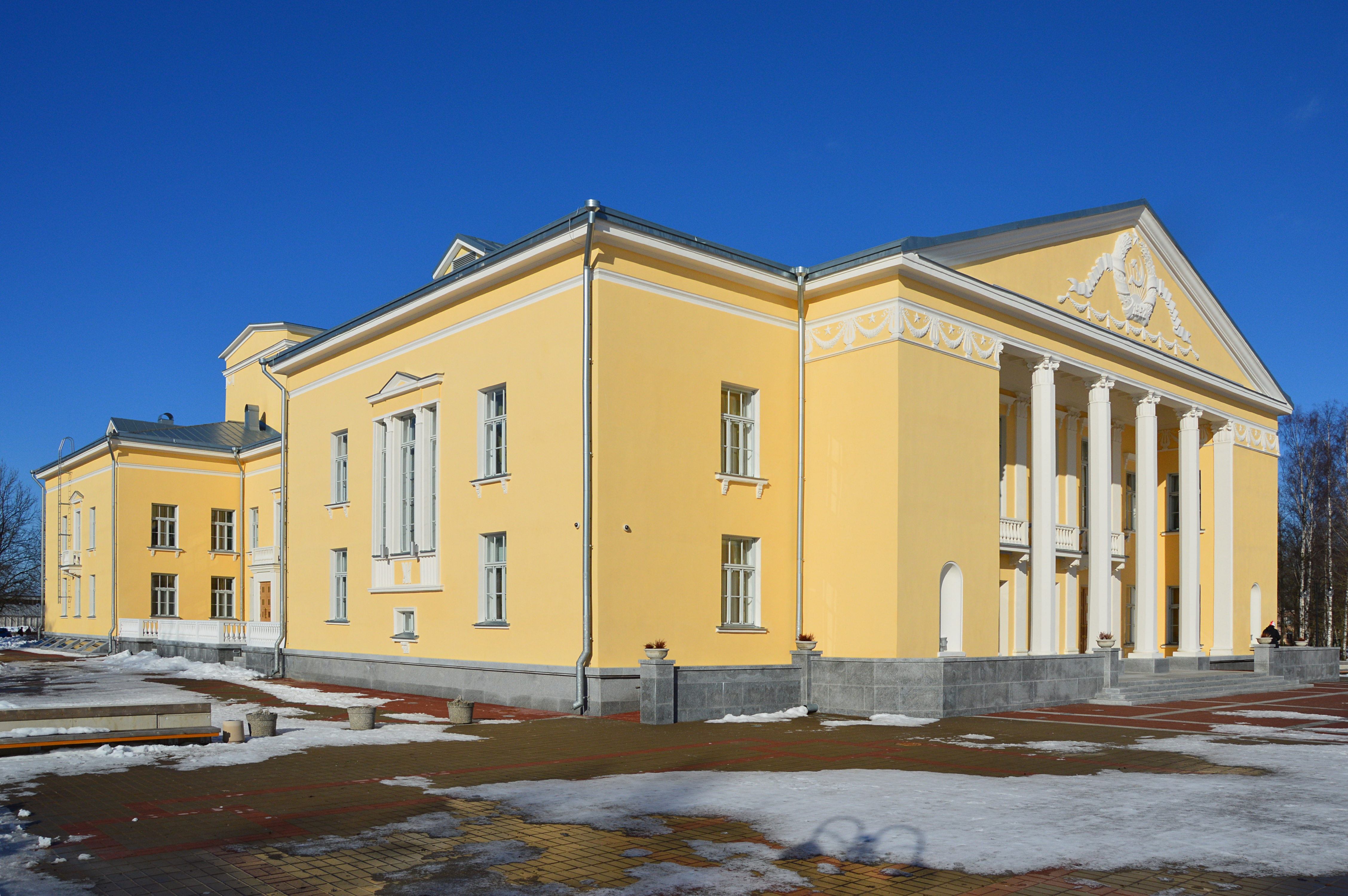
Im Herbst 2018 fanden die Dreharbeiten um das Kulturzentrum von Kohtla-Järve herum statt

Die Dreharbeiten wurden am 23. September 2018 im Landkreis Ida-Viru im Nordosten Estlands begonnen. Dort bilden noch immer ethnische Russen die überwiegende Mehrheit der lokalen Bevölkerung. Weitere historisch bedeutsame Orte in Tallinn und Pärnu wurden ebenfalls als Drehorte genutzt. Bis Ende Oktober 2018 entstanden Aufnahmen in der Umgebung des Kulturzentrums in Kohtla-Järve, das hierfür in der Zeit wie 40 Jahre zuvor umgestaltet wurde. Das Szenenbild schufen Eva-Maria Gramakovski, Kalju Kivi und Frantseska Vakkum. Als Kameramann fungierte Mait Mäekivi.

### Filmmusik und Veröffentlichung
Die Filmmusik komponierte Krzysztof A. Janczak. Mitte Juli 2022 veröffentlichte Timely Tunes ein Soundtrack-Album mit 19 Musikstücken als Download, darunter ein Klaviersolo des polnischen Jazz-Pianisten und Komponisten Leszek Możdżer.
Ab 17. März 2021 wurde der Film beim vom British Film Institute organisierten, virtuellen BFI Flare: London LGBTIQ+ Film Festival vorgestellt. Ab 23. Juli 2021 wird er beim Durban International Film Festival gezeigt. Mitte August 2021 wurde er beim Outfest in Los Angeles vorgestellt. Der Kinostart in Deutschland erfolgte am 25. November 2021. Am 29. April 2022 kam der Film in die US-Kinos. Am 12. Mai 2022 erfolgte ein Neustart in den deutschen Kinos.

## Rezeption

### Altersfreigabe
In Deutschland wurde der Film von der FSK ab 12 Jahren freigegeben. In der Begründung heißt es, der Film enthalte mehrere bedrohliche Szenarien und zeige die psychische Belastung der beiden Männer. Kinder und Jugendliche ab 12 Jahren könnten diese Szenen jedoch in den Kontext der heimlichen Liebesgeschichte einordnen und verarbeiten. Ebenso könne der mitunter beleidigende sowie diskriminierende Sprachgebrauch von Zuschauern ab 12 Jahren bereits entsprechend eingeordnet und rezipiert werden.

### Kritiken
Die Kritiken waren gemischt. So sind 57 Prozent der bei Rotten Tomatoes aufgeführten Kritiken positiv.
Peter Gutting, Filmkorrespondent der Gilde deutscher Filmkunsttheater, schreibt, natürlich habe der bekennende Queer-Aktivist Peeter Rebane das autobiografische Buch von Sergei Fetissow auch deshalb 
verfilmt, um gegen die aktuell wachsende Schwulenfeindlichkeit in Russland zu protestieren und dem Thema durch eine wahre historische Geschichte Nachdruck zu verleihen. Über die politische Dimension hinaus sei der Film jedoch auch eine Liebesgeschichte mit universeller Dimension und paare große Gefühle mit einfühlsamen Details, tragische Fallhöhe mit zarter Verspieltheit und feiere ganz nebenbei die überlebenswichtige Kraft des Theaters und der Kunst im Allgemeinen: „Firebird huldigt nicht den bombenschweren Feuervögeln am Himmel, sondern dem gleichnamigen Ballett mit der Musik von Igor Strawinsky.“
Jens Balkenborg von epd Film schreibt, Wie in Sebastian Meises Meisterwerk Große Freiheit spiele auch in Rebanes Film ein Paragraf eine Rolle, weil hier  den Liebenden laut Paragraf 121, der sexuelle Handlungen zwischen Männern unter Strafe stellt, fünf Jahre Haft oder Straflager droht.  Auch wenn homosexuelle Handlungen Anfang der 1990er in Russland legalisiert wurden, befeuerten Entwicklungen wie das 2013 verschärfte Gesetz gegen „homosexuelle Propaganda“ die Diskriminierungsmaschinerie, so Balkenborg, und Rebane habe hierauf mit einem vollmundigen Film und ästhetischem Aktivismus reagiert: „Subtil ist wenig in Firebird. Rebane zieht alle Register, um seinem Ansinnen Nachdruck zu verleihen. Die Bilder sind direkt und auf das Offensichtliche aus, die Farbtemperaturen wechseln je nach Stimmung von düsteren Tönen hin zu unnatürlich strahlendem Sonnenschein, und die Musik tut ihr Übriges.“ Firebird sei ein Melodram, das ins Große und Hohe ziele, so etwa beim ersten sexuellen Intermezzo, als beim Höhepunkt zwei Düsenjets über das Paar hinwegfliegen.
Allan Hunter bemerkt die Verwendung von verschiedenen Farbtönen im Film, die die Emotionen unterstreichen, so das leuchtende Rot in den Räumlichkeiten, in denen die beiden Männer gemeinsam Fotografien entwickeln, bis hin zu den stahlblauen Nächten abseits der Militärbasis. Auch das Wetter spiele eine wichtige Rolle in der Dramaturgie. So spiegele sich der Herzschmerz in peitschendem Regen wider oder die Trauer im Schneegestöber. Die auf wahren Begebenheiten basierende Geschichte einer verbotenen schwulen Liebe in der Ära des Kalten Krieges werde so zu einem mitreißenden Melodram verwandelt, schön gestaltet und besetzt, das bei LGBT-Festivals und bei einem Publikum, das sich von altmodischen, romantischen Epen angezogen fühlt, willkommen sein dürfte.

### Auszeichnungen
Cleveland International Film Festival 2022
- Nominierung im European Competition (Peeter Rebane)[19]

Frameline San Francisco International LGBTQ Film Festival 2021
- Lobende Erwähnung im First Feature Competition (Peeter Rebane)[20]

Key West Film Festival 2021
- Auszeichnung mit dem Jury Prize als Bester LGBTQ-Film (Peeter Rebane)[21]

Out On Film 2021
- Auszeichnung mit dem Publikumspreis[22]

The Queerties 2023
- Auszeichnung als Bester Indie Movie[23]